# Casa pictorului Igor Vieru (Cernoleuca)
Casa pictorului Igor Vieru este o clădire amplasată în Cernoleuca, raionul Dondușeni, Republica Moldova. Este un monument istoric de importanță națională inclus în Registrul monumentelor Republicii Moldova ocrotite de stat cu nr. 375 (raionul Dondușeni). Datează de la înc. sec. XIX.